# USS Hawkbill (SSN-666)
USS Hawkbill (SSN-666) – były amerykański okręt podwodny typu Sturgeon, drugi okręt należący do United States Navy i noszący nazwę "Hawkbill", pochodzącą od angielskiego słowa hawksbill, czyli żółw szylkretowy. Podobnie jak w poprzedniej jednostce USS Hawkbill (SS-366) w nazwie pomyłkowo pominięta została litera "s".
Kontrakt na budowę SSN-666 został przydzielony stoczni Mare Island Naval Shipyard w Vallejo, w Kalifornii 18 grudnia 1964, a stępkę okrętu położono 12 września 1966. Wodowanie miało miejsce 12 kwietnia 1969, matką chrzestną była pani Bernard F. Roeder. Okręt wszedł do służby 4 lutego 1971, a pierwszym dowódcą jednostki został Commander Christopher H. Brown.
"Hawkbill" był czasem określany mianem "The Devil Boat" (Diabelny okręt) lub "Devilfish", co nawiązywało do 13. rozdziału Apokalipsy św. Jana zaczynającego się słowami: I widziałem bestyję występującą z morza..., a kończącego słowami: Tu jest mądrość. Kto ma rozum, niech zrachuje liczbę onej bestyi; albowiem jest liczba człowieka. A ta jest liczba jej, sześćset sześćdziesiąt i sześć.

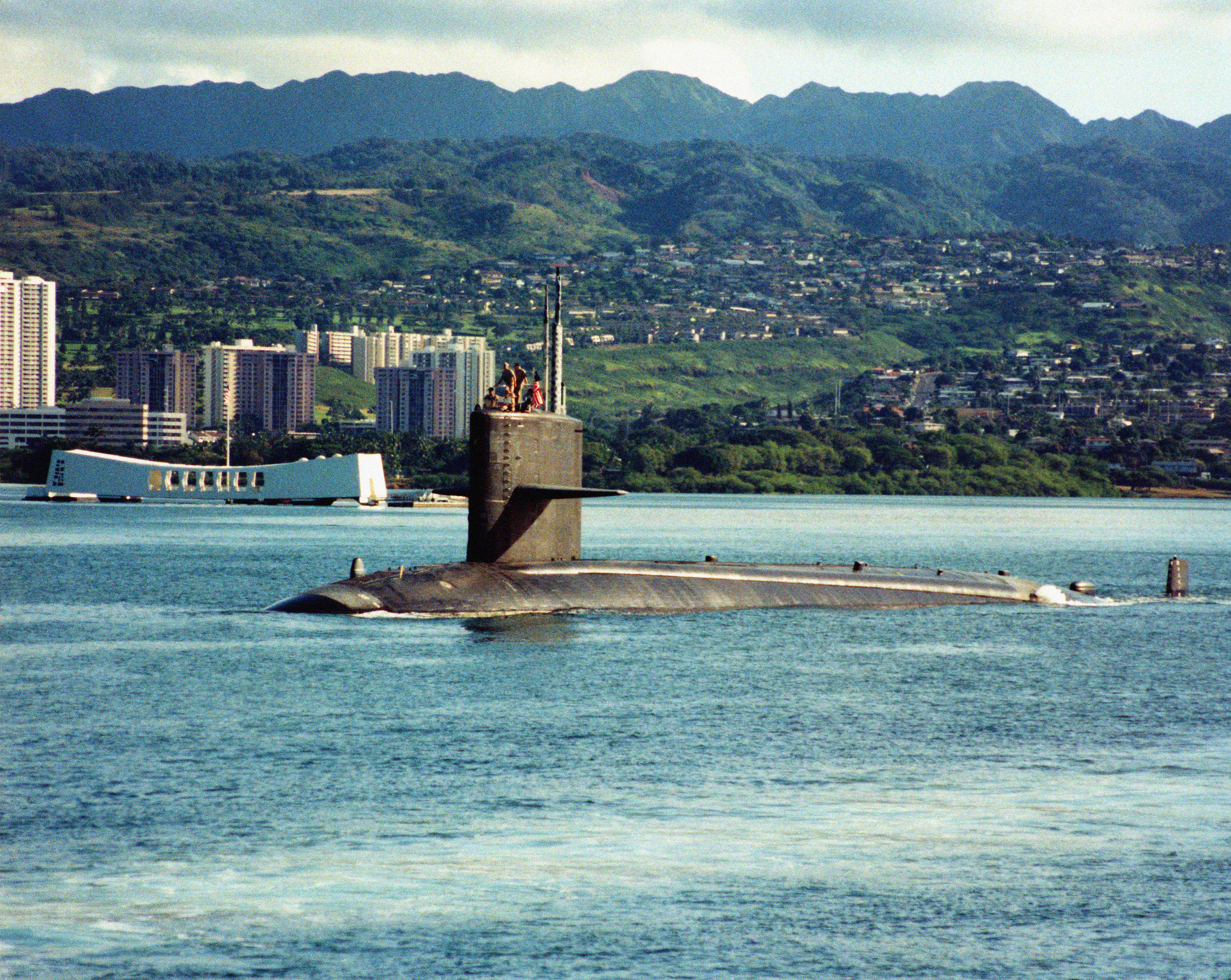
Okręt podwodny USS "Hawkbill" (SSN-666) podczas opuszczania portu Pearl Harbor na Hawajach. W tle widoczny USS Arizona Memorial.

W latach 80. okręt przepłynął do bazy okrętów podwodnych w Pearl Harbor, gdzie znajdował się jego port macierzysty.
W latach 1998–1999 brał udział w dwóch arktycznych ekspedycjach badawczych SCICEX.
"Hawkbill" był ostatnim wycofanym krótkokadłubowym okrętem typu Sturgeon.
1 października 1999 został włączony do programu "Nuclear Powered Ship and Submarine Recycling Program", a 15 marca 2000 skreślono go z listy okrętów, 1 grudnia 2000 okręt został złomowany.
Kiosk okrętu znajduje się w Idaho Science Center. W czasie służby przepłynął prawdopodobnie ponad 1,4 miliona mil.